# Зангерхаузен
Зангерхаузен (њем. Sangerhausen) град је у њемачкој савезној држави Саксонија-Анхалт. Једно је од 22 општинска средишта округа Мансфелд-Сидхарц. Према процјени из 2010. у граду је живјело 30.648 становника. Посједује регионалну шифру (AGS) 15087370, NUTS (DEE0A) и LOCODE (DE SHA) код.

## Географски и демографски подаци
Зангерхаузен се налази у савезној држави Саксонија-Анхалт у округу Мансфелд-Сидхарц. Град се налази на надморској висини од 154 метра. Површина општине износи 207,6 km². У самом граду је, према процјени из 2010. године, живјело 30.648 становника. Просјечна густина становништва износи 148 становника/km².

## Међународна сарадња
| Мјесто | Држава   | Врста сарадње | Од    |
| ------ | -------- | ------------- | ----- |
|        | Пољска   | партнерство   | 2000. |
|        | Словачка | партнерство   | 2000. |
|        | Чешка    | партнерство   | 2000. |
|        | Пољска   | контакт       | 1992. |
|        | Чешка    | партнерство   | 1996. |
| Извор  |          |               |       |